# Grand Cul-de-Sac Marin
Grand Cul-de-Sac Marin är en vik i Guadeloupe (Frankrike). Den ligger i den centrala delen av Guadeloupe, 40 km norr om huvudstaden Basse-Terre.